# Lovegno
Lovegno è una frazione del comune di Pieve di Teco, in provincia di Imperia.

## Geografia fisica
Si trova a 7 km da Pieve di Teco alla fine della strada provinciale per Lovegno, a 700 m s.l.m. e, ad oggi conta circa 10 abitanti.
Il territorio della frazione è situato in ambito montano, che si innalza fino ai 1250 m s.l.m. del monte Fascinello.

## Storia
Il borgo di Lovegno ha avuto diverse locazioni prima di giungere a quella attuale; in tempi la frazione si trovava circa 300 metri più a valle dell'attuale posizione. Questa locazione venne abbandonata a causa dell'invasione di formiche che distrussero l'intero borgo.
Durante la Campagna d'Italia di Napoleone I il territorio della frazione fu sede di costruzioni di guerra come le trincee costruite in cima al Monte Fascinello e una polveriera che venne poi adibita in chiesa di San Antonino.
Fino agli anni '60 fu un centro agro-pastorale che contava ancora di una popolazione di circa 100 persone. Da quel momento la popolazione è in continuo calo, difatti attualmente vi risiedono circa 10 abitanti. 

## Monumenti e luoghi d'interesse

### Architetture religiose
Chiesa di San Bernardo.
Il Santo Patrono della frazione è San Bernardo Abate 20 agosto viene festeggiato con una Santa Messa e una processione.
La chiesa sovrasta la piazza principale della frazione, edificata nel 1886, è stata da poco restaurata e riportata al massimo splendore.
Viene inoltre festeggiato San Antonino 2 settembre.

## Sport
Lungo la vecchia strada comunale verso Pieve di Teco è stata allestita una pista di Down Hill, dove annualmente si tiene una gara.
La frazione è circondata da boschi di castagne. Per gli appassionati del trekking e della Mountain Bike è presente una strada sterrata che porta alla Cappella della Madonna della Neve, al Santuario di Cosma e Damiano e alla Cappella Madonna del Monte.